# Csoma
Csoma is een plaats (község) en gemeente in het Hongaarse comitaat Somogy. Csoma telt 455 inwoners (2001).

## Ligging
Csoma ligt in het Kaposdal, 22 km ten zuiden van de stad Kaposvár, aan (hoofd)weg 61. Naastgelegen dorpen zijn Attala en Szabadi, de naaste stad ligt op 7 km; Dombóvár.